# Symphorichthys spilurus
Symphorichthys spilurus - gatunek ryby z rodziny lucjanowatych, jedyny przedstawiciel rodzaju Symphorichthys Munro, 1967. Poławiany na niewielką skalę.

## Występowanie
Zachodnia część Oceanu Spokojnego, rejony raf koralowych na głębokościach 5–60 m p.p.m.

## Charakterystyka
Osiąga do 60 cm długości. Żywi się głównie rybami, skorupiakami i mięczakami.